# 澜沧国际航空
澜沧国际航空是一家以老挝首都万象为基地的航空公司，由澜沧国际航空有限公司全资拥有。该公司提供飞往老挝 6 个目的地的定期航班服务，包括万象、琅勃拉邦、金三角、桑怒、沙湾拿吉和巴色。该航空公司的主要枢纽位于瓦岱国际机场，机队全部由ATR 72型飞机组成。公司的口号是 “老挝魅力”
澜沧国际航空公司总部位于瓦岱国际机场旁边的国家公共工程和交通部民用航空司附近。

## 发展历史
公司成立于 2021 年，并于 2023 年 8 月接收了第一架飞机。 
2023 年 12 月 29 日，澜沧国际航空完成了其首次飞行任务。

## 航点
澜沧国际航空当前在以下目的地提供服务：
| 国家 | 城市     | 机场             | 注释 | 参考 |
| ---- | -------- | ---------------- | ---- | ---- |
| 老挝 | 万象     | 瓦岱国际机场     | 枢纽 |      |
| 老挝 | 琅勃拉邦 | 琅勃拉邦国际机场 |      |      |
| 老挝 | 金三角   | 博胶国际机场     |      |      |
| 老挝 | 桑怒     | 农康机场         |      |      |
| 老挝 | 沙湾拿吉 | 沙湾拿吉机场     |      |      |
| 老挝 | 巴色     | 巴色国际机场     |      |      |

## 机队

### 现役机队
截至2025年1月，澜沧国际航空拥有一支由以下飞机组成的全ATR-72航线机队：

### 机队发展
2023 年 8 月，澜沧国际航空从越南航空接收了第一架 ATR72-500 飞机。
2024 年 11 月 1 日，澜沧国际航空公司宣布从柬埔寨吴哥航空接收第二架 ATR72-500 飞机。